# Aubrey Sherrod
Aubrey Sherrod (Wichita, 6 novembre 1962) è un ex cestista statunitense.

## Carriera
Dopo 4 stagione alla Wichita State University, venne selezionato al secondo giro del Draft NBA 1985 dai Chicago Bulls, come 34ª scelta assoluta. Tuttavia non giocò mai in NBA, venendo scartato durante la pre-stagione (nel "training camp"). Nel novembre 1985 venne ingaggiato dai Kansas City Sizzlers in CBA; a causa di un infortunio, fu aggregato alla prima squadra solamente in dicembre.
Nel 1981 venne nominato MVP del McDonald's All-American Game.

## Palmarès
- McDonald's All-American Game (1981)